# 交趾等處承宣布政使司
交趾等處承宣布政使司（「交趾」又寫成「交阯」、「交址」），簡稱交趾布政司，是明朝于永乐五年（1407年）攻灭越南胡朝之后在越南设置的一个地方行政机构，推行与内地相同的管理方式，下设十五府、卅六州、两百余县，统制范围大致为现在越南北纬十七度以北地区。黎利建立後黎朝後，於明朝宣德三年（1428年）廢止。

## 成立背景
中國於秦漢至五代十國時期，曾在越南地區設置交趾郡等官署，進行直接統治。其後越南於10世紀中葉起獨立建國。
14世紀後期，越南（又稱安南國，當時國土約相當於現時中、北部地區）陳朝接受明朝冊封，雙方處於宗藩關係。明成祖時，陳朝被權臣黎季犛（即胡季犛）所篡，明廷乃起兵南下征討，將之消滅（時在1407年）。據越南史籍《大越史記全書》記載，當時明廷遍求陳氏子孫，欲立為國王，安南官吏耆老說已被胡季犛所「滅盡，無可繼承陳後」，並向明廷提出「安南國本交州，願復古郡縣，與民更新」。其後，明成祖頒下《平安南詔》，聲稱為了回應安南官吏耆老的請求，便將當地改名「交址」，再次进行直接统治，依照內地的行政區劃模式，設立承宣布政使司，都指揮使司、提刑按察使司等「三司」。

## 轄境建置
交趾承宣布政使司治交州府，辖交州府、北江府、谅江府、三江府、建平府、新安府、建昌府、奉化府、清化府、镇蛮府、谅山府、新平府、演州府、乂安府、顺化府等十五府、三十六州、一百八十多個縣。又置太原直隶州、宣化直隶州、嘉兴直隶州、归化直隶州、广威直隶州等五個直隸布政司的州，分轄二十九縣，在要地則設十一衞、三所，一市舶司。。後太原直隶州、宣化直隶州分别升为太原府、宣化府；九年末（1412年）置宁化直隶州；十三年（1415年）置升华府；降演州府为演州直隶州。

※下面圖表內容，依據《明實錄·太宗實錄》卷六十八永樂五年六月癸未條製成。其後，各地的建置情況陸續有所改動。
| 府                                                                   | 屬州                                                                 | 屬縣                                                                         |
| -------------------------------------------------------------------- | -------------------------------------------------------------------- | ---------------------------------------------------------------------------- |
| 交州府 *設醫學僧綱司、瀘江馹、豐盈庫、永豐倉、稅課司 *在瀘江設遞運司 | ─                                                                    | 東關（本府親領）                                                             |
| 交州府 *設醫學僧綱司、瀘江馹、豐盈庫、永豐倉、稅課司 *在瀘江設遞運司 | ─                                                                    | 慈廉（本府親領） *在兵神設河泊所 *在婆加設巡檢司                             |
| 交州府 *設醫學僧綱司、瀘江馹、豐盈庫、永豐倉、稅課司 *在瀘江設遞運司 | 威蠻州（原稱國威州）                                                 | 山定（原稱山明） *設稅課局 *在山定設河泊所                                   |
| 交州府 *設醫學僧綱司、瀘江馹、豐盈庫、永豐倉、稅課司 *在瀘江設遞運司 | 威蠻州（原稱國威州）                                                 | 清威 *設稅課局 *在清威設河泊所                                               |
| 交州府 *設醫學僧綱司、瀘江馹、豐盈庫、永豐倉、稅課司 *在瀘江設遞運司 | 威蠻州（原稱國威州）                                                 | 應平（原稱應天） *設稅課局 *在三議河設巡檢司                                 |
| 交州府 *設醫學僧綱司、瀘江馹、豐盈庫、永豐倉、稅課司 *在瀘江設遞運司 | 威蠻州（原稱國威州）                                                 | 大堂 *設稅課局 *在江潭設河泊所 *在三江口、場津橋設巡檢司                     |
| 交州府 *設醫學僧綱司、瀘江馹、豐盈庫、永豐倉、稅課司 *在瀘江設遞運司 | 福安州（原稱上福州） *設稅課局                                       | 保福（原稱上福） *在保福設馬馹                                               |
| 交州府 *設醫學僧綱司、瀘江馹、豐盈庫、永豐倉、稅課司 *在瀘江設遞運司 | 福安州（原稱上福州） *設稅課局                                       | 芙蒥                                                                         |
| 交州府 *設醫學僧綱司、瀘江馹、豐盈庫、永豐倉、稅課司 *在瀘江設遞運司 | 福安州（原稱上福州） *設稅課局                                       | 清潭（原稱龍潭）                                                             |
| 交州府 *設醫學僧綱司、瀘江馹、豐盈庫、永豐倉、稅課司 *在瀘江設遞運司 | 三帶州 *設稅課局                                                     | 扶隆 *在江口鎮設巡檢司                                                       |
| 交州府 *設醫學僧綱司、瀘江馹、豐盈庫、永豐倉、稅課司 *在瀘江設遞運司 | 三帶州 *設稅課局                                                     | 安郎                                                                         |
| 交州府 *設醫學僧綱司、瀘江馹、豐盈庫、永豐倉、稅課司 *在瀘江設遞運司 | 三帶州 *設稅課局                                                     | 扶寧 *設稅課局 *在園山鎮設巡檢司                                             |
| 交州府 *設醫學僧綱司、瀘江馹、豐盈庫、永豐倉、稅課司 *在瀘江設遞運司 | 三帶州 *設稅課局                                                     | 安樂                                                                         |
| 交州府 *設醫學僧綱司、瀘江馹、豐盈庫、永豐倉、稅課司 *在瀘江設遞運司 | 三帶州 *設稅課局                                                     | 立石 *在車朗鎮設巡檢司                                                       |
| 交州府 *設醫學僧綱司、瀘江馹、豐盈庫、永豐倉、稅課司 *在瀘江設遞運司 | 三帶州 *設稅課局                                                     | 元郎                                                                         |
| 交州府 *設醫學僧綱司、瀘江馹、豐盈庫、永豐倉、稅課司 *在瀘江設遞運司 | 慈廉州 *設稅課局 *在上古設河泊所                                     | 丹山（原稱丹陽） *在喝江口設巡檢司                                           |
| 交州府 *設醫學僧綱司、瀘江馹、豐盈庫、永豐倉、稅課司 *在瀘江設遞運司 | 慈廉州 *設稅課局 *在上古設河泊所                                     | 石室 *設僧會司                                                               |
| 交州府 *設醫學僧綱司、瀘江馹、豐盈庫、永豐倉、稅課司 *在瀘江設遞運司 | 利仁州 *設稅課局 *在養頑設河泊所                                     | 清廉 *在涇蜍設巡檢司 *在姜橋設馬馹                                           |
| 交州府 *設醫學僧綱司、瀘江馹、豐盈庫、永豐倉、稅課司 *在瀘江設遞運司 | 利仁州 *設稅課局 *在養頑設河泊所                                     | 平陸 *在寧江設巡檢司 *在永安設馬馹                                           |
| 交州府 *設醫學僧綱司、瀘江馹、豐盈庫、永豐倉、稅課司 *在瀘江設遞運司 | 利仁州 *設稅課局 *在養頑設河泊所                                     | 古榜 *在泡橋、永江口設巡檢司                                                 |
| 交州府 *設醫學僧綱司、瀘江馹、豐盈庫、永豐倉、稅課司 *在瀘江設遞運司 | 利仁州 *設稅課局 *在養頑設河泊所                                     | 古者                                                                         |
| 交州府 *設醫學僧綱司、瀘江馹、豐盈庫、永豐倉、稅課司 *在瀘江設遞運司 | 利仁州 *設稅課局 *在養頑設河泊所                                     | 古禮                                                                         |
| 交州府 *設醫學僧綱司、瀘江馹、豐盈庫、永豐倉、稅課司 *在瀘江設遞運司 | 利仁州 *設稅課局 *在養頑設河泊所                                     | 利仁                                                                         |
| 北江府 *設稅課司 *在連接三帶州的長江設河泊所                         | ─                                                                    | 超類（本府親領）                                                             |
| 北江府 *設稅課司 *在連接三帶州的長江設河泊所                         | ─                                                                    | 嘉林（本府親領） *設儒學 *在嘉林設馬馹                                       |
| 北江府 *設稅課司 *在連接三帶州的長江設河泊所                         | 嘉林州 *設稅課局                                                     | 安定                                                                         |
| 北江府 *設稅課司 *在連接三帶州的長江設河泊所                         | 嘉林州 *設稅課局                                                     | 細江 *設稅課局                                                               |
| 北江府 *設稅課司 *在連接三帶州的長江設河泊所                         | 嘉林州 *設稅課局                                                     | 善才 *設稅課局                                                               |
| 北江府 *設稅課司 *在連接三帶州的長江設河泊所                         | 武寧州 *設稅課局                                                     | 仙遊                                                                         |
| 北江府 *設稅課司 *在連接三帶州的長江設河泊所                         | 武寧州 *設稅課局                                                     | 武寧 *設稅課局 *在市橋設馬馹 *在市橋設遞運司                                 |
| 北江府 *設稅課司 *在連接三帶州的長江設河泊所                         | 武寧州 *設稅課局                                                     | 東岸 *設稅課局                                                               |
| 北江府 *設稅課司 *在連接三帶州的長江設河泊所                         | 武寧州 *設稅課局                                                     | 慈山                                                                         |
| 北江府 *設稅課司 *在連接三帶州的長江設河泊所                         | 武寧州 *設稅課局                                                     | 安豐                                                                         |
| 北江府 *設稅課司 *在連接三帶州的長江設河泊所                         | 北江州 *設稅課局                                                     | 新福                                                                         |
| 北江府 *設稅課司 *在連接三帶州的長江設河泊所                         | 北江州 *設稅課局                                                     | 善誓（原稱佛誓）                                                             |
| 北江府 *設稅課司 *在連接三帶州的長江設河泊所                         | 北江州 *設稅課局                                                     | 安越                                                                         |
| 諒江府 *設稅課司                                                     |                                                                      |                                                                              |
| ─                                                                    | 清遠（本府親領；原稱龍眼） *在設翁羅河泊所                           |                                                                              |
| ─                                                                    | 古勇（本府親領） *設稅課局 *在粉池設河泊所                           |                                                                              |
| ─                                                                    | 鳳山（本府親領）                                                     |                                                                              |
| ─                                                                    | 那岸（本府親領）                                                     |                                                                              |
| ─                                                                    | 陸那（本府親領）                                                     |                                                                              |
| 諒江州                                                               | 清安（原稱安世） *設稅課局                                           |                                                                              |
| 諒江州                                                               | 安寧                                                                 |                                                                              |
| 諒江州                                                               | 古隴                                                                 |                                                                              |
| 諒江州                                                               | 保祿 *在下昌設稅課局 *在芹站設馬馹 *在芹站、雞陵設遞運司             |                                                                              |
| 南策州                                                               | 青林 *設稅課局 *在平灘、江口設巡檢司                                 |                                                                              |
| 南策州                                                               | 至靈 *設稅課局 *在古法渡設巡檢司                                     |                                                                              |
| 南策州                                                               | 平河 *設稅課局 *在凍美設河泊所 *在多魚海口、堆海口、安鋪江口設巡檢司 |                                                                              |
| 上洪州                                                               | 唐濠 *在金縷設稅課局                                                 |                                                                              |
| 上洪州                                                               | 唐安 *在司王設稅課局 *在涇咍設河泊所                                 |                                                                              |
| 上洪州                                                               | 多錦 *在麻浪設稅課局 *在阿牢江設巡檢司                               |                                                                              |
| 三江府 *設豐濟倉                                                     |                                                                      |                                                                              |
| 洮江州                                                               | 山圍 *在陳舍設巡檢司                                                 |                                                                              |
| 洮江州                                                               | 麻溪 *在花原山設巡檢司                                               |                                                                              |
| 洮江州                                                               | 清波                                                                 |                                                                              |
| 洮江州                                                               | 夏華 *在蕩灰設巡檢司                                                 |                                                                              |
| 宣江州                                                               | 東欄 *在古雷江設巡檢司                                               |                                                                              |
| 宣江州                                                               | 西欄 *在軒關設巡檢司                                                 |                                                                              |
| 宣江州                                                               | 虎岩 *在三岐江口設巡檢司                                             |                                                                              |
| 沱江州                                                               | 隴拔（原稱龍拔） *在費舍設巡檢司                                     |                                                                              |
| 沱江州                                                               | 古農 *在灑舍設巡檢司                                                 |                                                                              |
| 建平府（原稱建興府） *設永盈庫、常豐倉、稅課司                       | ─                                                                    | 懿安（本府親領） *在路沛江設巡檢司                                           |
| 建平府（原稱建興府） *設永盈庫、常豐倉、稅課司                       | ─                                                                    | 安本（本府親領；原稱天本）                                                   |
| 建平府（原稱建興府） *設永盈庫、常豐倉、稅課司                       | ─                                                                    | 平立（本府親領；原稱獨立）                                                   |
| 建平府（原稱建興府） *設永盈庫、常豐倉、稅課司                       | ─                                                                    | 大灣（本府親領） *在大安海口設巡檢司                                         |
| 建平府（原稱建興府） *設永盈庫、常豐倉、稅課司                       | ─                                                                    | 望瀛（本府親領）                                                             |
| 建平府（原稱建興府） *設永盈庫、常豐倉、稅課司                       | 長安州                                                               | 威遠                                                                         |
| 建平府（原稱建興府） *設永盈庫、常豐倉、稅課司                       | 長安州                                                               | 安謨 *在安謨、海口設河泊所 *在神投海口設巡檢司                               |
| 建平府（原稱建興府） *設永盈庫、常豐倉、稅課司                       | 長安州                                                               | 安寧 *在山水江設巡檢司                                                       |
| 建平府（原稱建興府） *設永盈庫、常豐倉、稅課司                       | 長安州                                                               | 黎平（原稱黎家） *在生藥、山江設巡檢司 *在生藥設馬馹                         |
| 新安府（原稱新興府）                                                 | ─                                                                    | 峽山（本府親領） *在峽山設稅課局                                             |
| 新安府（原稱新興府）                                                 | ─                                                                    | 太平（本府親領） *設稅課局 *在嘹江、多閤、涇口設巡檢司                       |
| 新安府（原稱新興府）                                                 | ─                                                                    | 多翼（本府親領） *設稅課局 *在栗江設巡檢司                                   |
| 新安府（原稱新興府）                                                 | ─                                                                    | 河瑰（本府親領） *設稅課局 *在支隆渡設巡檢司                                 |
| 新安府（原稱新興府）                                                 | ─                                                                    | 西關（本府親領） *設稅課局 *在支來莊設巡檢司                                 |
| 新安府（原稱新興府）                                                 | 東潮州                                                               | 東潮 *在天廖江、屯山設巡檢司                                                 |
| 新安府（原稱新興府）                                                 | 東潮州                                                               | 古費（原稱費家） *在扶帶社海口設巡檢司                                       |
| 新安府（原稱新興府）                                                 | 東潮州                                                               | 安老 *在古齊場設河泊所 *在老海口、多混海口設巡檢司                           |
| 新安府（原稱新興府）                                                 | 東潮州                                                               | 水棠                                                                         |
| 新安府（原稱新興府）                                                 | 靖安州（原稱安邦州）                                                 | 同安（原稱安邦） *在同安海口設巡檢司                                         |
| 新安府（原稱新興府）                                                 | 靖安州（原稱安邦州）                                                 | 支封 *在阿躡社設河泊所 *在多俚社海口設巡檢司                                 |
| 新安府（原稱新興府）                                                 | 靖安州（原稱安邦州）                                                 | 安立                                                                         |
| 新安府（原稱新興府）                                                 | 靖安州（原稱安邦州）                                                 | 安和（原稱安興） *在小白藤海口設巡檢司                                       |
| 新安府（原稱新興府）                                                 | 靖安州（原稱安邦州）                                                 | 新安                                                                         |
| 新安府（原稱新興府）                                                 | 靖安州（原稱安邦州）                                                 | 大瀆                                                                         |
| 新安府（原稱新興府）                                                 | 靖安州（原稱安邦州）                                                 | 萬寧                                                                         |
| 新安府（原稱新興府）                                                 | 靖安州（原稱安邦州）                                                 | 雲屯 *永樂六年，設雲屯提舉市舶司                                             |
| 新安府（原稱新興府）                                                 | 下洪州                                                               | 長津 *設稅課局 *在波了社設巡檢司                                             |
| 新安府（原稱新興府）                                                 | 下洪州                                                               | 四岐 *在四岐社、域箇婁社、安定社設河泊所 *在域箇婁隊、油江隊、祝水隊設巡檢司 |
| 新安府（原稱新興府）                                                 | 下洪州                                                               | 同利 *設稅課局 *在多弋設巡檢司                                               |
| 新安府（原稱新興府）                                                 | 下洪州                                                               | 清沔                                                                         |
| 建昌府                                                               | ─                                                                    | 俸田（本府親領） *在俸田設巡檢司                                             |
| 建昌府                                                               | ─                                                                    | 建昌（本府親領） *在黃江口設巡檢司                                           |
| 建昌府                                                               | ─                                                                    | 布（本府親領）                                                               |
| 建昌府                                                               | ─                                                                    | 真利（本府親領） *在海門設巡檢司                                             |
| 建昌府                                                               | 快州                                                                 | 仙呂                                                                         |
| 建昌府                                                               | 快州                                                                 | 施化（原稱天施）                                                             |
| 建昌府                                                               | 快州                                                                 | 東結 *在車栗口設河泊所 *在車栗口設巡檢司                                     |
| 建昌府                                                               | 快州                                                                 | 芙蓉 *在河魯口、唐江橋設巡檢司                                               |
| 建昌府                                                               | 快州                                                                 | 永涸                                                                         |
| 奉化府（原稱天長府）                                                 | ─                                                                    | 美祿（本府親領） *在寧水口設巡檢司                                           |
| 奉化府（原稱天長府）                                                 | ─                                                                    | 膠水（本府親領） *在圓光設河泊所 *在添福海口、膠海口設巡檢司                 |
| 奉化府（原稱天長府）                                                 | ─                                                                    | 西真（本府親領） *在帶江口設巡檢司                                           |
| 奉化府（原稱天長府）                                                 | ─                                                                    | 順為（本府親領） *在阿江口、會江口設巡檢司                                   |
| 清化府                                                               | ─                                                                    | 古藤（本府親領）                                                             |
| 清化府                                                               | ─                                                                    | 古弘（本府親領）                                                             |
| 清化府                                                               | ─                                                                    | 東山（本府親領）                                                             |
| 清化府                                                               | ─                                                                    | 古雷（本府親領）                                                             |
| 清化府                                                               | ─                                                                    | 永寧（本府親領）                                                             |
| 清化府                                                               | ─                                                                    | 安定（本府親領）                                                             |
| 清化府                                                               | ─                                                                    | 梁江（本府親領）                                                             |
| 清化府                                                               | 清化州                                                               | 俄樂                                                                         |
| 清化府                                                               | 清化州                                                               | 細江                                                                         |
| 清化府                                                               | 清化州                                                               | 安樂                                                                         |
| 清化府                                                               | 清化州                                                               | 磊江                                                                         |
| 清化府                                                               | 愛州                                                                 | 河中                                                                         |
| 清化府                                                               | 愛州                                                                 | 統寧（原稱統兵）                                                             |
| 清化府                                                               | 愛州                                                                 | 宋江                                                                         |
| 清化府                                                               | 愛州                                                                 | 支俄                                                                         |
| 清化府                                                               | 九真州                                                               | 古平（原稱古戰）                                                             |
| 清化府                                                               | 九真州                                                               | 結悅                                                                         |
| 清化府                                                               | 九真州                                                               | 緣覺                                                                         |
| 清化府                                                               | 九真州                                                               | 農貢                                                                         |
| 鎮蠻府（原稱龍興府）                                                 | ─                                                                    | 新化（本府親領；原稱御化）                                                   |
| 鎮蠻府（原稱龍興府）                                                 | ─                                                                    | 廷河（本府親領）                                                             |
| 鎮蠻府（原稱龍興府）                                                 | ─                                                                    | 古蘭（本府親領）                                                             |
| 鎮蠻府（原稱龍興府）                                                 | ─                                                                    | 神溪（本府親領）                                                             |
| 諒山府                                                               | ─                                                                    | 新安（本府親領）                                                             |
| 諒山府                                                               | ─                                                                    | 如敖（本府親領）                                                             |
| 諒山府                                                               | ─                                                                    | 丹巴（本府親領）                                                             |
| 諒山府                                                               | ─                                                                    | 丘溫（本府親領） *設遞運司                                                   |
| 諒山府                                                               | ─                                                                    | 鎮夷（本府親領）                                                             |
| 諒山府                                                               | ─                                                                    | 淵（本府親領）                                                               |
| 諒山府                                                               | ─                                                                    | 董（本府親領）                                                               |
| 諒山府                                                               | 七源州                                                               | 水浪                                                                         |
| 諒山府                                                               | 七源州                                                               | 琴                                                                           |
| 諒山府                                                               | 七源州                                                               | 脫                                                                           |
| 諒山府                                                               | 七源州                                                               | 容                                                                           |
| 諒山府                                                               | 七源州                                                               | 披                                                                           |
| 諒山府                                                               | 七源州                                                               | 平                                                                           |
| 諒山府                                                               | 上文州                                                               | 杯蘭                                                                         |
| 諒山府                                                               | 上文州                                                               | 慶遠                                                                         |
| 諒山府                                                               | 上文州                                                               | 庫                                                                           |
| 諒山府                                                               | 下文州                                                               | ─                                                                            |
| 諒山府                                                               | 萬崖州                                                               | ─                                                                            |
| 諒山府                                                               | 廣源州                                                               | ─                                                                            |
| 諒山府                                                               | 上思朗州                                                             | ─                                                                            |
| 諒山府                                                               | 下思朗州                                                             | ─                                                                            |
| 新平府                                                               | ─                                                                    | 福康（本府親領；原稱上福）                                                   |
| 新平府                                                               | ─                                                                    | 衙儀（本府親領）                                                             |
| 新平府                                                               | ─                                                                    | 知見（本府親領）                                                             |
| 新平府                                                               | 政平州（原稱布政州）                                                 | 政和（原稱布政）                                                             |
| 新平府                                                               | 政平州（原稱布政州）                                                 | 古鄧（原稱鄧有）                                                             |
| 新平府                                                               | 政平州（原稱布政州）                                                 | 從質                                                                         |
| 新平府                                                               | 南靈州（原稱明靈州）                                                 | 丹裔                                                                         |
| 新平府                                                               | 南靈州（原稱明靈州）                                                 | 左平（原稱左布）                                                             |
| 新平府                                                               | 南靈州（原稱明靈州）                                                 | 夜度                                                                         |
| 演州府                                                               | 演州                                                                 | 千冬（本府親領）                                                             |
| 演州府                                                               | 演州                                                                 | 芙蓉（本府親領）                                                             |
| 演州府                                                               | 演州                                                                 | 芙蒥（本府親領）                                                             |
| 演州府                                                               | 演州                                                                 | 瓊林（本府親領）                                                             |
| 乂安府                                                               | ─                                                                    | 衙儀（本府親領）                                                             |
| 乂安府                                                               | ─                                                                    | 丕祿（本府親領）                                                             |
| 乂安府                                                               | ─                                                                    | 古杜（本府親領；原稱杜家）                                                   |
| 乂安府                                                               | ─                                                                    | 支羅（本府親領）                                                             |
| 乂安府                                                               | ─                                                                    | 直福（本府親領）                                                             |
| 乂安府                                                               | ─                                                                    | 土油（本府親領）                                                             |
| 乂安府                                                               | ─                                                                    | 偈江（本府親領）                                                             |
| 乂安府                                                               | ─                                                                    | 土黃（本府親領）                                                             |
| 乂安府                                                               | 南靖州（原稱日南州）                                                 | 河黃                                                                         |
| 乂安府                                                               | 南靖州（原稱日南州）                                                 | 磐石                                                                         |
| 乂安府                                                               | 南靖州（原稱日南州）                                                 | 河華                                                                         |
| 乂安府                                                               | 南靖州（原稱日南州）                                                 | 奇羅                                                                         |
| 乂安府                                                               | 驩州                                                                 | 石塘                                                                         |
| 乂安府                                                               | 驩州                                                                 | 東岸                                                                         |
| 乂安府                                                               | 驩州                                                                 | 路平（原稱上路）                                                             |
| 乂安府                                                               | 驩州                                                                 | 沙南                                                                         |
| 順化府                                                               | 順州                                                                 | 巴閬                                                                         |
| 順化府                                                               | 順州                                                                 | 利調                                                                         |
| 順化府                                                               | 順州                                                                 | 安仁                                                                         |
| 順化府                                                               | 化州                                                                 | 利逢                                                                         |
| 順化府                                                               | 化州                                                                 | 士榮（原稱世榮）                                                             |
| 順化府                                                               | 化州                                                                 | 乍今                                                                         |
| 順化府                                                               | 化州                                                                 | 茶偈                                                                         |
| 順化府                                                               | 化州                                                                 | 思容                                                                         |
| 順化府                                                               | 化州                                                                 | 蒲苔                                                                         |
| 順化府                                                               | 化州                                                                 | 蒲浪                                                                         |
| 直隸布政司                                                           | 太原州                                                               | 富良                                                                         |
| 直隸布政司                                                           | 太原州                                                               | 司農                                                                         |
| 直隸布政司                                                           | 太原州                                                               | 武禮                                                                         |
| 直隸布政司                                                           | 太原州                                                               | 洞喜                                                                         |
| 直隸布政司                                                           | 太原州                                                               | 永通                                                                         |
| 直隸布政司                                                           | 太原州                                                               | 宣化                                                                         |
| 直隸布政司                                                           | 太原州                                                               | 弄石                                                                         |
| 直隸布政司                                                           | 太原州                                                               | 大慈                                                                         |
| 直隸布政司                                                           | 太原州                                                               | 安定                                                                         |
| 直隸布政司                                                           | 太原州                                                               | 感化                                                                         |
| 直隸布政司                                                           | 太原州                                                               | 太原                                                                         |
| 直隸布政司                                                           | 宣化州（原稱宣光州） *設稅課局 *在長江設河泊所                       | 曠                                                                           |
| 直隸布政司                                                           | 宣化州（原稱宣光州） *設稅課局 *在長江設河泊所                       | 當道 *在蘭社設巡檢司                                                         |
| 直隸布政司                                                           | 宣化州（原稱宣光州） *設稅課局 *在長江設河泊所                       | 文安 *在渭隆江口設巡檢司                                                     |
| 直隸布政司                                                           | 宣化州（原稱宣光州） *設稅課局 *在長江設河泊所                       | 平原 *在北衢設巡檢司                                                         |
| 直隸布政司                                                           | 宣化州（原稱宣光州） *設稅課局 *在長江設河泊所                       | 底江 *在錫山鎮設巡檢司                                                       |
| 直隸布政司                                                           | 宣化州（原稱宣光州） *設稅課局 *在長江設河泊所                       | 收物 *在石思鄉設巡檢司                                                       |
| 直隸布政司                                                           | 宣化州（原稱宣光州） *設稅課局 *在長江設河泊所                       | 大蠻 *在北果橋設巡檢司                                                       |
| 直隸布政司                                                           | 宣化州（原稱宣光州） *設稅課局 *在長江設河泊所                       | 楊                                                                           |
| 直隸布政司                                                           | 宣化州（原稱宣光州） *設稅課局 *在長江設河泊所                       | 乙                                                                           |
| 直隸布政司                                                           | 嘉興州                                                               | 籠                                                                           |
| 直隸布政司                                                           | 嘉興州                                                               | 蒙                                                                           |
| 直隸布政司                                                           | 嘉興州                                                               | 四忙                                                                         |
| 直隸布政司                                                           | 歸化州                                                               | 安立                                                                         |
| 直隸布政司                                                           | 歸化州                                                               | 文盤                                                                         |
| 直隸布政司                                                           | 歸化州                                                               | 文振                                                                         |
| 直隸布政司                                                           | 歸化州                                                               | 水屋                                                                         |
| 直隸布政司                                                           | 廣威州                                                               | 麻籠                                                                         |
| 直隸布政司                                                           | 廣威州                                                               | 美良                                                                         |

## 廢棄
交趾承宣布政使司自成立後，當地民眾起事不斷，明廷歲歲用兵。在明宣宗宣德二年（1427年），明軍總兵官柳升在當地遭到重大挫敗，明廷乃允許撤兵。越人黎利建立後黎朝，改國號大越，於是安南復國。到宣德三年（1428年），正式废除交趾承宣布政使司。

### 引用
1. ↑  郭振鐸、張笑梅《越南通史》第一編第一章第一節，中國人民大學出版社，8至13頁。
2. ↑  吳士連等《大越史記全書·本紀全書·後陳紀·簡定帝》，東京大學東洋文化硏究所，494頁。
3. ↑  《明實錄·太宗實錄》卷六十八，永樂五年六月癸未條，茲參考李國祥主編《明實錄類纂·涉外史料卷》，武漢出版社，598頁。
4. ↑  郭振鐸、張笑梅《越南通史》第四編第十一章第二節，中國人民大學出版社，398頁。
5. ↑  《明實錄·太宗實錄》卷六十八，永樂五年六月癸未條，茲參考李國祥主編《明實錄類纂·涉外史料卷》，武漢出版社，599-602頁。
6. ↑  郭振鐸、張笑梅《越南通史》第五編第十二章第一節，中國人民大學出版社，419─420頁。
7. ↑  張廷玉《明史‧職官志四》，北京中華書局，1840頁。